# ارييل فرومين
ارييل فرومين (ولد في 14 فبراير 1973، تل أبيب، إسرائيل) هو مخرج سينمائي وكاتب سيناريو إشتهر بإخراج الفيلم الأميركي ذي إيسمان ‏ عام 2012.

## الأفلام
- Jewel of the Sahara (2001) - short film
- Rx (2005)
- Danika (2006)
- The Iceman (2012)
- Criminal (2016)
- Skeptical (TBA) - documentary film
- The Angel (TBA)[1]

## وصلات خارجية
- أرييل فرومين على موقع IMDb (الإنجليزية)
- أرييل فرومين على موقع ألو سيني (الفرنسية)
- أرييل فرومين على موقع أول موفي (الإنجليزية)
- أرييل فرومين على موقع قاعدة بيانات الأفلام السويدية (السويدية)
- أرييل فرومين على موقع قاعدة بيانات الفيلم (الإنجليزية)
- أرييل فرومين على موقع كينوبويسك (الروسية)
- The Scorecard Review interview
- Times of Israel article